# Зірочник Бунге
Зірочник Бунге (лат. Stellária bungeána) —  багаторічна трав'яниста рослина, вид роду Зірочник (Stellaria) родини Гвоздикові (Caryophyllaceae). Вид гвоздики, описаний Едуардом Фенцлєм. Крім номінальної форми існує також підвид S. b. stubendorfii 

## Ботанічний опис

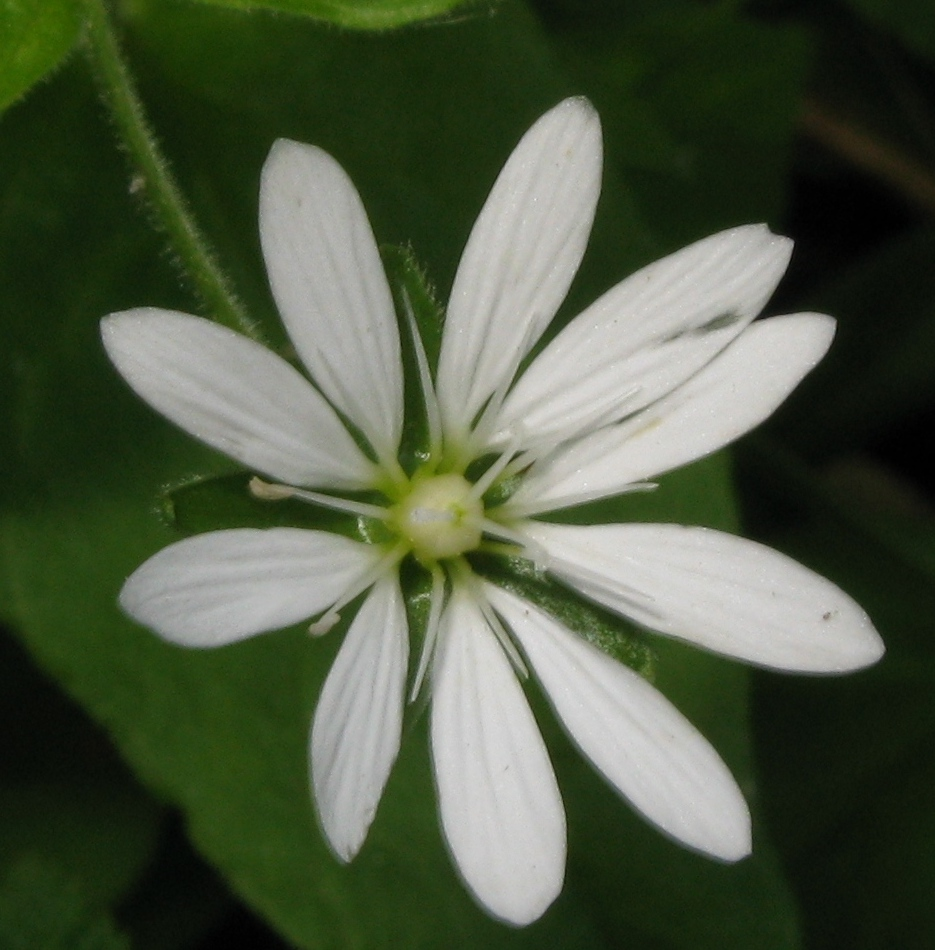
Квітка

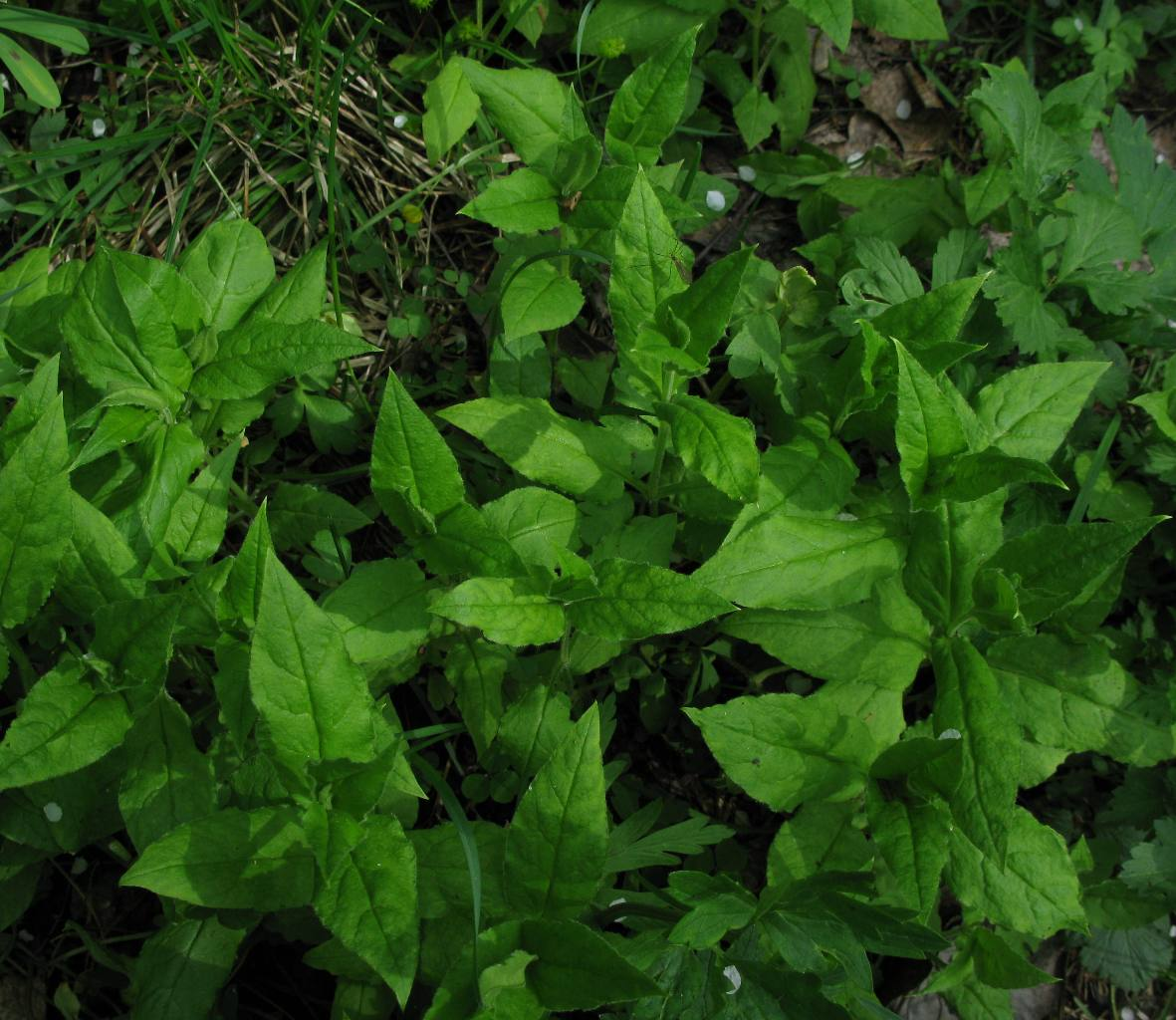
Неквітуча рослина

Багаторічна рослина з тонким повзучим кореневищем.
Стебла досягають 20-50 см у висоту, прості або гіллясті, покриті багатоклітинними простими та залізистими волосками, у живому стані циліндричні.
Прикореневе листя на період цвітіння відсутнє. Стеблові листя 3-10 см завдовжки, 2-4 см завширшки, довгасто-яйцеподібні або широколанцетні, довго загострені, з обох боків і по краю війчасті, нижні 0,2-2 см завдовжки, звужені в черешок, верхні сидячі.
Квітки в пазушних і верхівкових дихазіях, з трав'янистими приквітками. Квітконіжки 1-5 см завдовжки, опушені. Чашолистки 4-6 мм завдовжки, довгасті, тупокінцеві, з вузькою облямівкою, трав'янисті, із залізистими волосками по всій поверхні. Пелюстки близько 8 мм у довжину, в 1,5-2 рази довші за чашолистки, майже вщент 2-роздільні на лінійні, до основи звужені частки. Пиляки білі, довгасті. Цвіте у період з травня по серпень.
Плід — коробочка, яйцеподібна, дорівнює чашечці або трохи довша за неї, світла. Насіння округло-ниркоподібне, коричневе, по всій поверхні горбисте, горбики конічні, гострі або тупуваті.

## Екологія

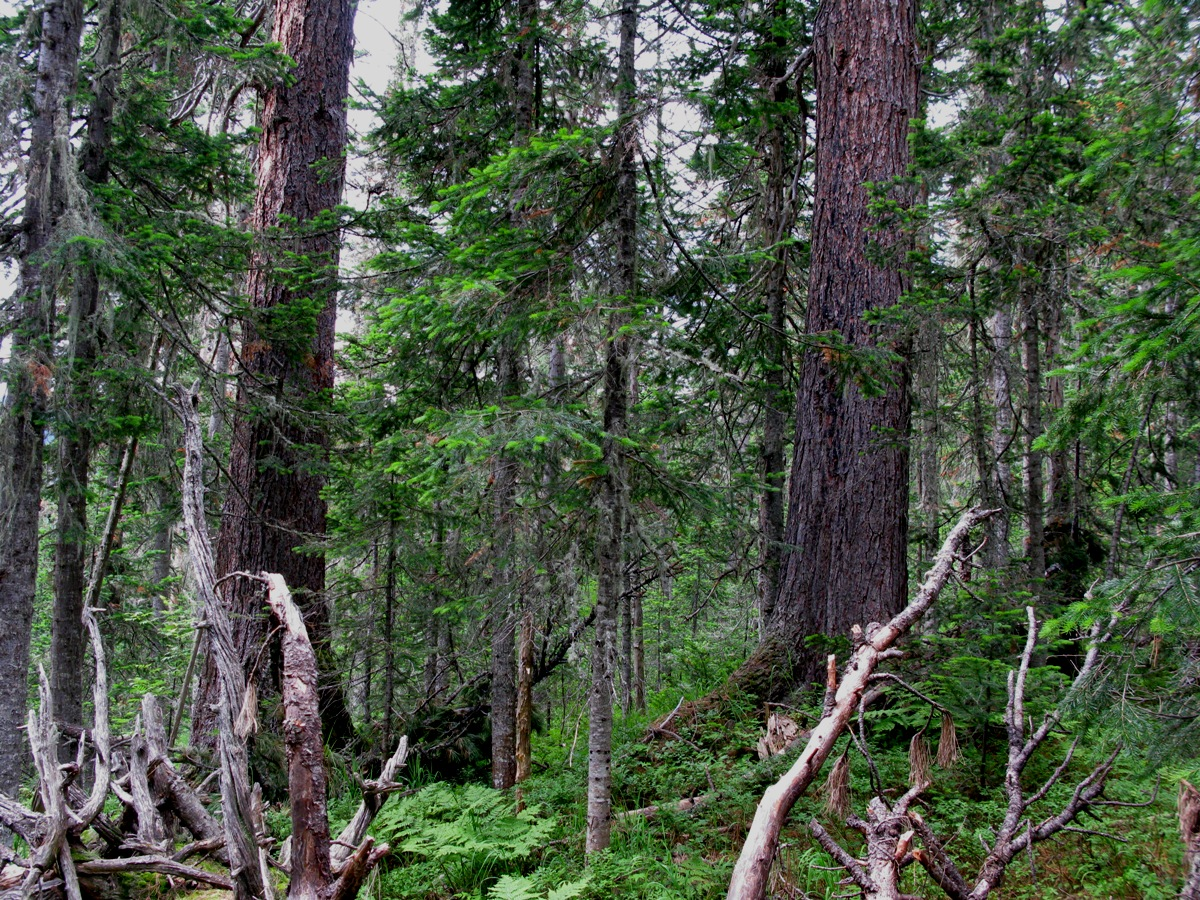
Місце проживання зірочків Бунге. Темнохвойна мохова тайга у верхів'ях нар. Великий Кебеж, природний парк «Ергакі» (Красноярський край)

Зустрічається в гірсько-лісовому і високогірному поясах, зокрема в рідколіссі з чагарників, вільхи чи верби, на високих луках та схилах, на берегах струмків, в тундрі з чагарниками чи карликовими деревами, на заболочених субальпійських і альпійських ділянках.

## Поширення
Зустрічається на сході європейської частини Росії, у Сибіру та Далекому Сході.
У Західному Сибіру: Тюменська, Омська, Томська, Новосибірська, Кемеровська області, Алтайський край, республіка Алтай.
У Середньому Сибіру: Красноярський край, Хакасія, Тува.
У Східному Сибіру: Іркутська область, Бурятія, Якутія.
Також поширений на території Монголії, КНР (Цзілінь Шен), Японії ( о. Хоккайдо) та Казахстану.

## Хімічний склад
У надземній частині рослини виявлено алкалоїди, флавоноїди.

## Значення та застосування
Медонос. З лікувальною метою використовується надземна частина рослини (стебла, листя, квіти). Наприклад, у народній медицині нанайців відвар цієї трави використовується для ванн при набряку ніг, дерматомікозах. На Далекому Сході рослина використовується як ранньовесняна овочева культура, корм для домашніх свиней.
Оленями поїдається погано. Запаси у сприятливі роки можуть досягати 7 ц/га.